# Dendrobium vestigiiferum
Dendrobium vestigiiferum är en orkidéart som beskrevs av Johannes Jacobus Smith. Dendrobium vestigiiferum ingår i släktet Dendrobium, och familjen orkidéer. Inga underarter finns listade i Catalogue of Life.